# Amal Kenawy
Amal Kenawy, née en 1974, morte en 2012, est une artiste égyptienne, connue notamment pour ses réalisations vidéo et ses performances féministes.

## Biographie
Amal Kenawy est née en 1974 au Caire, en Égypte. Elle montre très jeune un intérêt pour le cinéma et la mode. Elle étudie le cinéma et le design à l'Institut cinématographique et reçoit un diplôme de premier cycle en peinture à la Faculté des Beaux-Arts de l'Université de Helwan , en Égypte, en 1999.
En 1997, encore étudiante, elle commence, sa carrière artistique, en collaboration avec son frère aîné et mentor, Abdel Ghany Kenawy. La collaboration aboutit à des œuvres diverses, sculptures, installations et vidéos. Ils obtiennent plusieurs récompenses et reconnaissances internationales, y compris de l'UNESCO ainsi que le Grand prix international à la Biennale du Caire.
À partir de 2002, elle signe seule ses œuvres. Elle privilégie une approche intimiste, se servant d'animaux et d'objets trouvés, ou de son propre corps, pour exprimer la douleur mentale et physique, et représenter des moments importants de la vie, comme la naissance, le mariage, la mort, les rêves et la mémoire. The Room, en 2003, combinant une vidéo et une performance, en 2003, évoque les mariages forcées. The Journey, en 2004, est une vidéo d'une performance avec une sculpture en cire d'Amal vêtue d'une robe blanche et flottant au-dessus du sol de la pièce dans laquelle elle est confinée, suivie, plus tard, d'une chute sur ses pieds avant de reprendre son envol, virevolter et flotter à nouveau. En 2005, le film d'animation The Purple Artificial Forest, mêle différents motifs et évoque un rêve. Dans Booby Trapped Heaven, un avion stylisé se déplace sur le dos nu d'une grosse femme immobile, la trajectoire étant symbolisée par des tirets. Au second plan, un paysage défile.  En 2010, elle filme une de ses mises en scène, en pleine rue, ainsi que les réactions suscitées : un groupe de femmes et d’hommes muets avançant à quatre pattes dans les rues du Caire, telles des bêtes allant à l'abattoir.
Outre ces performances, ses œuvres sont présentées dans quelques lieux en Égypte, notamment la galerie Townhouse au Caire, puis à la biennale de Dakar au Sénégal, en Europe et au Moyen-Orient.
Amal Kenawy meurt le 19 août 2012 à l'âge de 37 ans, de leucémie.

## Principales œuvres
- 2002 : Frozen Memory : vidéo, photographies et sculptures
- 2003 : The Room, performance
- 2004 : The Journey.: vidéo
- 2005 : The Purple Artificial Forest': film d'animation
- 2006 : You Will Be Killed : vidéo, animation & peintures
- 2006 : Booby Trapped Heaven : vidéo, installation vidéo et photographies
- 2007 : Non Stop Conversation : vidéo, performance
- 2010 : Silence of the lamb, performance publique

## Prix
- 1998 Grand Prix lors de la 7e de la Biennale Internationale du Caire.
- 2003 Mention Spéciale internationale au Festival international du film d'Ismaïlia pour les films courts et documentaires
- 2004 Prix National de l'Art, de la Science, de la Littérature, (pour l'utilisation de la vidéo comme support visuel)
- 2005 Prix d'Or de la Biennale d'Alexandrie
- 2006 Prix à la Biennale de Dakar.
- 2006 Grand Prix de la Biennale Internationale du Caire
- 2007 Rencontres africaines de la photographie Prix de « l'image » de la Fondation Blachère
- 2010 Prix de La Biennale de Sharjah